# Future of the Left

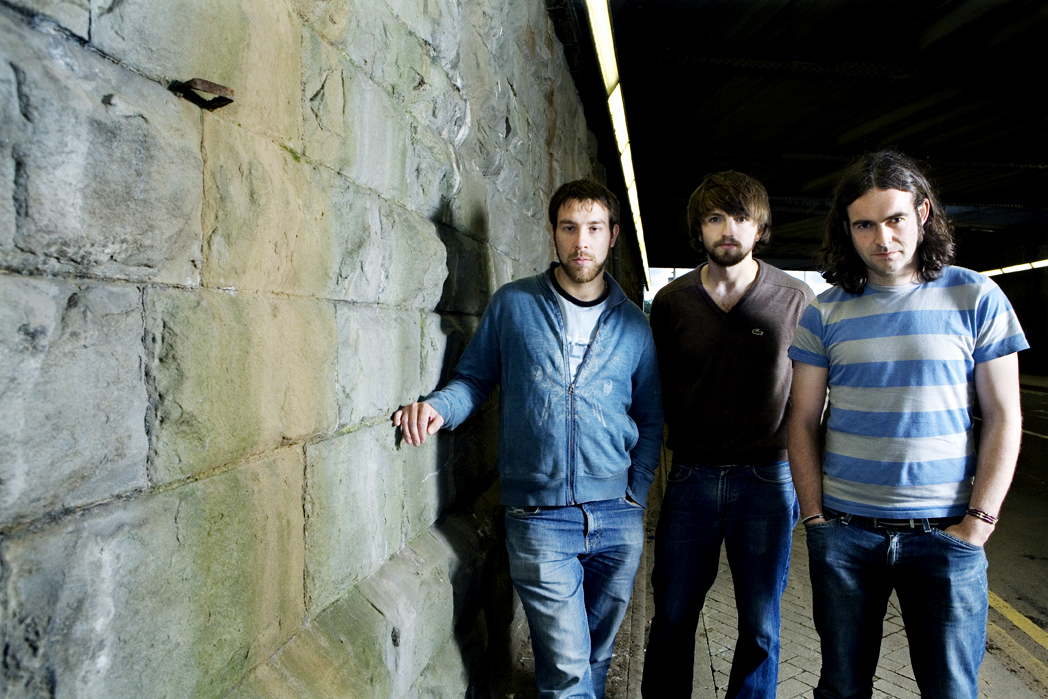
Future of the Left, 2007

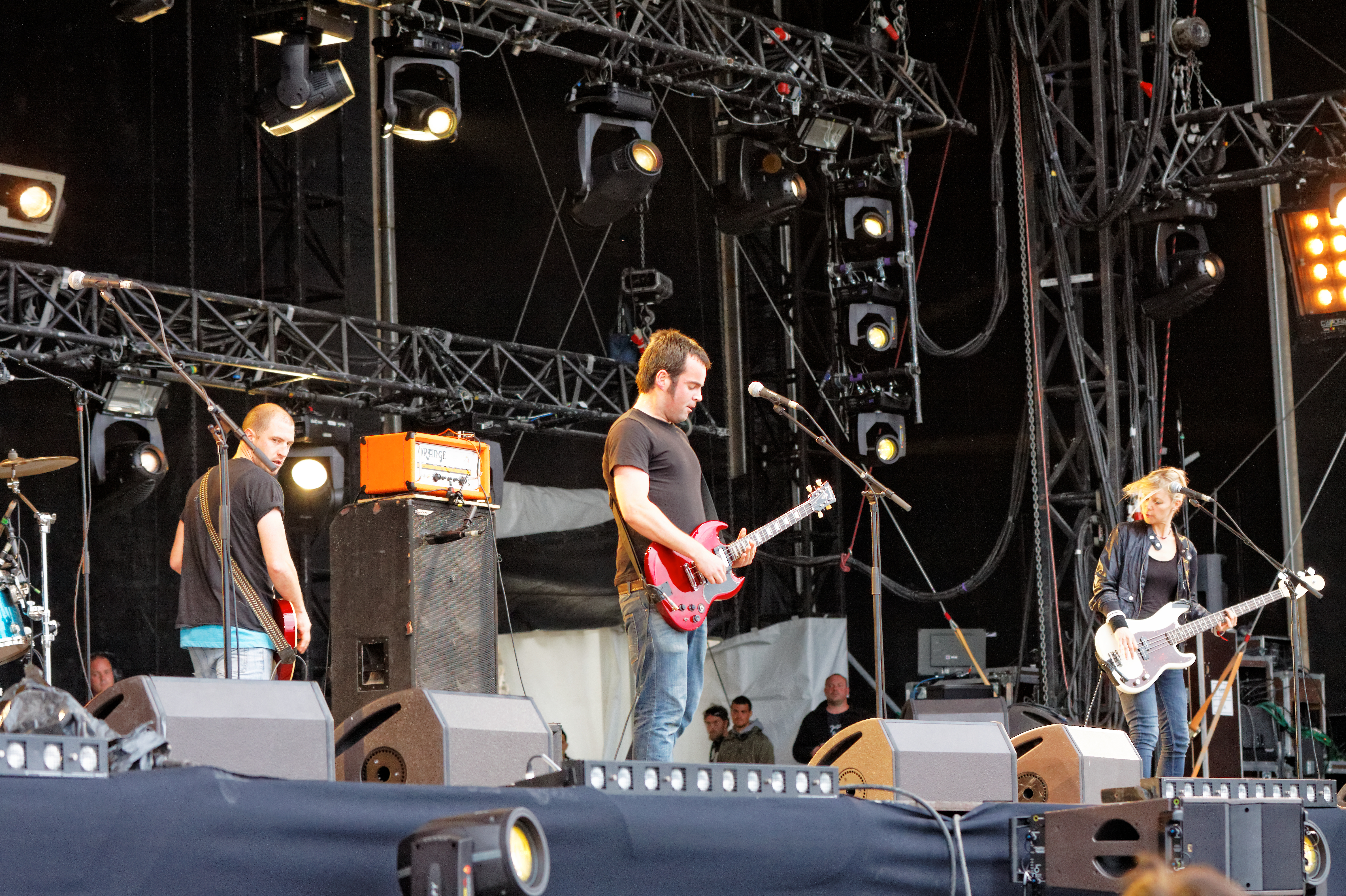
Future of the Left, 2012

Future of the Left ist eine britische Rockband aus Cardiff, die 2005 gegründet wurde.

## Werdegang
Die Gründungsmitglieder waren Andy „Falco“ Falkous (Gesang, Gitarre, Keyboard), Kelson Mathias (Gesang, Bass) und Jack Egglestone (Schlagzeug). Andy Falkous und Jack Egglestone waren früher Mitglieder der Band Mclusky und Kelson Mathias war bei Jarcrew.
Im Januar 2007 veröffentlichte die Band mit “Fingers Become Thumbs/The Lord Hates A Coward” ihre erste Single auf Vinyl, im Juni folgte adeadenemyalwayssmellsgood. Im September 2007 brachten Future of the Left ihr erstes Album Curses beim Label Too Pure heraus. 2009 erschien das Nachfolgealbum Travels With Myself And Another.
Im Jahr 2010 verließ Kelson Mathias die Band und wurde durch Jimmy Watkins und Julia Ruzicka (ehemals Million Dead) ersetzt. Im Juni 2012 erschien das dritte Album, The Plot Against Common Sense, bei Xtra Mile Recordings.

## Diskografie

### Studioalben
- Curses (September 2007)
- Travels with Myself and Another (Juni 2009)
- The Plot Against Common Sense (Juni 2012)
- How to Stop Your Brain in an Accident (Oktober 2013)
- The Peace & Truce of Future of the Left (April 2016)

### EPs
- Polymers Are Forever (November 2011)
- At Magnetic West (April 2012)
- Man vs. Melody (November 2012)
- Love Songs for Our Husbands (Juli 2013)
- Human Death (2013)
- To Failed States and Forest Clearings (2016)

### Livealben
- Last Night I Saved Her from Vampires (2009)

### Singles und EPs
- Fingers Become Thumbs / The Lord Hates a Coward (Januar 2007)
- Adeadenemyalwayssmellsgood (Juni 2007)
- Small Bones Small Bodies (September 2007)
- Manchasm (April 2008)
- The Hope That House Built (März 2009)
- Stand by Your Manatee / Preoccupation Therapy
- Sheena Is a T-Shirt Salesman (März 2012)